# Hoftoren
Der Hoftoren ist ein Hochhaus in Den Haag. Das vom Architektenbüro Kohn Pedersen Fox konzipierte Gebäude stammt aus dem Jahr 2003. Es ist mit 142 Metern das dritthöchste Gebäude in Den Haag. Durch seine ungewöhnlich Form hat es den Beinamen „de Vulpen“ (deutsch der Füller). Das Gebäude beherbergt das Ministerium für Bildung, Kultur und Wissenschaft.
Ursprünglich sollte die Höhe 170 Meter betragen, jedoch wurde der zusätzliche Mast nicht realisiert. Am 9. November 2007 gab ein Sprecher der Feuerwehr bekannt, dass bei Windstärke 9 und höher von dem Gebäude Gefahr ausgehen kann. Im selben Jahr und im Jahr darauf wurde die Gegend um den Hauptturm mehrmals abgesperrt, weil Aluminiumplatten des Turms sich lösen könnten und herunter zu fallen drohten. Untersuchungen bestätigen, dass es sich um ein strukturelles Problem handelt, das bei sehr starkem Wind auftreten kann. Zudem klagen Anwohner über ein lautes Pfeifgeräusch bei starken Luftbewegungen, was vermutlich durch die Öffnungen im oberen, aus ästhetischen Gründen aufgesetzten, Teil des Hochhauses verursacht wird.